# 모모치네 집 요괴 왕자
모모치네 집 요괴 왕자(百千さん家のあやかし王子)는 쇼오토 아야가 쓰고 그린 일본 만화 시리즈이다. 2013년 2월부터 2019년 8월까지 가도카와 쇼텐의 소녀 만화 잡지 월간 아스카에 연재되었다. 드라이브 (기업)가 제작한 애니메이션 TV 시리즈 각색판은 2024년 1월부터 3월까지 방영되었다.

## 구성
16번째 생일날, 고아인 모모치 히마리는 뜻밖에 옛 모모치 가문의 재산을 상속받게 된다. 그녀는 그 집에 유령이 나오고 갈 곳이 없다는 경고를 받았음에도 불구하고 어쨌든 그곳으로 이사하기로 결정했다. 그녀가 도착하자마자 그녀는 그 집에 아오이, 유카리, 이세라는 세 명의 잘생긴 청년이 불법적으로 점거하고 있다는 사실을 알게 된다. 세 사람은 귀신과 저주에 대한 이야기도 전하면서, 모르는 히마리에게 빨리 집을 나가야 한다고 경고하지만 히마리는 포기하지 않는다. 곧 그녀는 그것이 모두 사실임을 알게 된다. 그녀의 집은 인간 세계와 영혼 세계 사이의 경계에 있는 것처럼 보이며 둘 사이의 수호자가 될 운명이었지만 그녀의 역할은 이미 아오이에게 맡겨졌다.